# Jevhen Shyryayev
Jevhen Shyryayev (in ucraino Євген Юрійович Ширяєв?; trasl. angl.: Jevhen Shyryayev; Uspenivka, 22 febbraio 1984) è un allenatore di calcio ed ex calciatore ucraino, di ruolo portiere.

## Carriera

### Giocatore
Ha iniziato la sua carriera come giocatore al Čornomorec, Desna Černihiv e Zirka. Nel 2015 passa al Real Farma Odessa.

### Allenatore
Nel 2018 è diventato allenatore dei portieri del Čornomorec.

## Palmarès
- Druha Liha

Zhemchuzhyna Odessa: 2016-2017